# Robin Schembera
Robin Schembera (né le 1er octobre 1988 à Halle-sur-Saale) est un athlète allemand spécialiste du 800 mètres.

## Carrière
Licencié au TSV Bayer 04 Leverkusen, il se distingue lors de la saison 2007 en remportant le titre des Championnats d'Europe juniors en 1 min 47 s 98, devant le Britannique James Brewer. Deux ans plus tard, Schembera se classe troisième des Championnats d'Europe espoirs (1 min 46 s 63) derrière les Polonais Adam Kszczot et Marcin Lewandowski. Il dispute cette même année les Championnats du monde de Berlin, sa première compétition internationale au niveau sénior, où il s'incline dès les séries.
Il améliore son record personnel du 800 m en salle en 1 min 46 s 35, en février 2011 lors du Meeting de Stuttgart.

## Palmarès
| Date | Compétition                       | Lieu        | Résultat | Épreuve   | Temps         |
| ---- | --------------------------------- | ----------- | -------- | --------- | ------------- |
| 2007 | Championnats d'Europe juniors     | Hengelo     | 1er      | 800 m     | 1 min 47 s 98 |
| 2007 | Championnats d'Europe juniors     | Hengelo     | 2e       | 4 × 400 m | 3 min 08 s 64 |
| 2009 | Championnats d'Europe espoirs     | Kaunas      | 3e       | 800 m     | 1 min 46 s 63 |
| 2015 | Championnats d'Europe en salle    | Prague      | 5e       | 800 m     | 1 min 47 s 83 |
| 2015 | Relais mondiaux                   | Nassau      | 5e       | r. medley | 9 min 24 s 37 |
| 2015 | Championnats d'Europe par équipes | Tcheboksary | 7e       | 800 m     | 1 min 47 s 20 |

### Records
| Épreuve          | Performance   | Lieu      | Date           |
| ---------------- | ------------- | --------- | -------------- |
| 800 m            | 1 min 45 s 48 | Hengelo   | 24 mai 2015    |
| 800 m (en salle) | 1 min 46 s 35 | Stuttgart | 5 février 2011 |